# Бонджованни, Квинцио
Квинцио Бонджованни (итал. Quinzio Bongiovanni), или Квинто Буонджованни (итал. Quinto Buongiovanni, XVI век — 1612) — итальянский врач и учёный, активно участвовал в спорах между традиционной схоластикой и натурфилософией Бернардино Телезио, Джамбаттиста делла Порта и членов Академии деи Линчеи.

## Семья и карьера
Квинцио Бонджованни был сыном Джована Никола, врача, и Ламберты Фаццари. Семья, вероятно, изначально происходила из Маиды, которую она покинула, чтобы избежать феодального господства дома Караччоло, и переехала в Палаццо Бонджованни, дом братьев Вианео, первых хирургов, которые также были из Маиды. Квинцио обучился медицине и философии у Джована Бернардино Лонго и Джована Джироламо Полверино в Неаполе. В 1571 году он опубликовал работу, одну из наиболее известных, Peripateticarum disputationum de principiis naturae (Венеция, 1571), посвящённую кардиналу Карафе. Он был членом Accademia degli Affaticati («Академия усталых») в своём родном городе Тропеа.
Незадолго до 1583 года он был назначен Protomedico (главным врачом) короля (Филиппа II Испанского), должность, которая требовала от него лицензирования и регулирования всех целителей, хирургов, акушерок и алхимиков в королевстве. Он настаивал на том, чтобы аптекари не готовили лекарственные травы до надлежащей проверки, иначе «они составляют составы по-своему, без страха перед Богом и справедливости и во вред человеческим телам, которые по этой причине ежедневно подвергаются страданиям». Очевидно, он также какое-то время работал на принца Бизиньяно. Он вернулся в Неаполь в 1588 году и был назначен преподавателем философии и медицины в Неаполитанском университете. Позже он стал профессором медицины и архиятром пап Пия V и Григория XIII. Среди его самых выдающихся учеников были Марк Аурелио Северино и Джованни Баттиста Каваллара.
В 1608 году немецкий медик Джованни Кустоде сообщил своему коллеге Джованни Фаберу мнение Бонджованни о том, что в Риме «врачи — это князья, а в Неаполе — бедняки, малообразованные и очень тяжело работающие, чтобы заработать хоть что-нибудь».

## Мнения о натурфилософии
Одна история о Бонджованни даёт представление, что он твёрдо придерживался аристотелевского лагеря в дискуссиях о природе, ощущениях и порядке Вселенной. В 1571 году Телезио спорил со своим учеником Антонио Персио о природе света и о том, жарко ли солнце. Бонджованни присоединился к обсуждению, утверждая, что оно не может быть жарко, потому что находится за пределами Луны и, следовательно, в традиционной аристотелевской космологии, за пределами сферы чувств; Телезио утверждал, что солнечные лучи освещают и нагревают Землю. Когда спор не разрешился, Телезио вывел его на улицу под полуденное солнце и встал с ним. «Разве ты не чувствуешь?» — спросил он, но Бонджованни отказался принять это свидетельство.

## Смерть и память
Бонджованни умер в Неаполе 5 июня 1612 года, завещав часть своего состояния двум сыновьям своего брата Фламинио, Джованколе и Квинцио (младшему). Он также оставил средства для иезуитских колледжей в Неаполе, Масса-Лубренсе и Тропеа; 500 скуди на обучение двенадцати бедных мальчиков из его родного города у иезуитов; 500 скуди на приданое для вдов и сирот из того же города, выходящих замуж; и 500 скуди ректору иезуитского колледжа в Неаполе на одежду и оснащение обедневших учёных из других городов.